# جواز سفر بوتسواني
جواز السفر البوتسواني يصدر لمواطني بوتسوانا من قبل قسم الجوازات بإدارة وزارة الجنسية والهجرة والشؤون الجنسانية لمواطني بوتسوانا للسفر الدولي.
في 8 مارس 2010، بدأت وزارة الهجرة والمواطنة بإصدار جوازات السفر الإلكترونية لعامة الناس. انتهت صلاحية جميع جوازات السفر غير الإلكترونية لبوتسوانا في 31 ديسمبر 2011. جواز السفر مؤلف من 48 صفحة مكتوب باللغتين الإنجليزية والفرنسية. تعرض الصفحة الأولى خريطة بوتسوانا متراكبة مع الحياة البرية.
اعتبارًا من 2 يوليو 2019 كان مواطنو بوتسوانا يتمتعون بإمكانية دخول 82 دولة وإقليم بدون تأشيرة أو تأشيرة عند الوصول، مما جعل جواز سفر بوتسوانا يحتل المرتبة 64 من حيث حرية السفر وفقًا مؤشر هينلي لجوازات السفر.

## السفر بدون تأشيرة

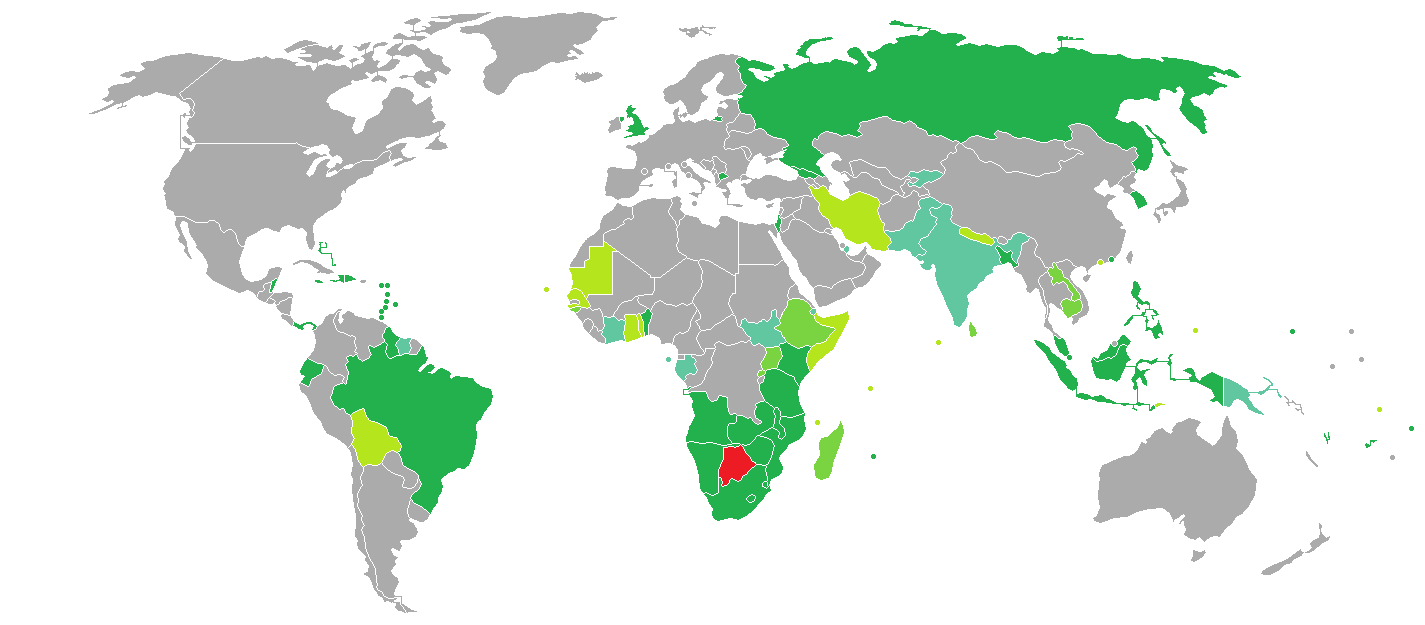
البلدان والأقاليم التي لا تفرض تأشيرة أو تطلب تأشيرة دخول عند الوصول للجهة، لحاملي جوازات السفر البوتسوانية العادية.

البلدان التالية تسمح تأشيرة مجانية أو تأشيرة دخول عند الوصول :

### أفريقيا
| البلدان والأقاليم | شروط الحصول |
| ----------------- | --- |
| بوروندي           | تأشيرة صدر لدى وصوله |
| الرأس الأخضر      | تأشيرة صدر لدى وصوله |
| جزر القمر         | وحرر 24 ساعة تأشيرة العبور صدر عند الوصول إلى المطار. في غضون 24 ساعة هذا يجب تحويلها إلى تأشيرة كاملة في مكتب الهجرة في موروني (رسوم مستحقة الدفع) |
| جيبوتي            | 1 الشهر تأشيرة صدر لدى وصوله |
| غامبيا            | 90 days |
| كينيا             | 3 أشهر |
| ليسوتو            | 14 days |
| مالاوي            | 90 days |
| موريشيوس          | 6 أشهر |
| موزمبيق           | 30 يوما تأشيرة تصدر لدى وصوله إلى المطار، رسومها 25 دولارا أمريكيا                                                                                  |
| ناميبيا           | 3 أشهر |
| سيشل              | 1 month |
| جنوب إفريقيا      | 90 days |
| إسواتيني          | 2 أشهر |
| تنزانيا           | 3 أشهر |
| توغو              | 7 أيام تأشيرة صدر عند الوصول |
| أوغندا            | 3 الشهر تأشيرة صدر لدى وصوله عن 50 دولارا |
| زامبيا            | 90 days |
| زيمبابوي          | 3 أشهر |

### الأمريكيتان
| البلدان والأقاليم       | شروط الحصول                                  |
| ----------------------- | -------------------------------------------- |
| أنغويلا                 | 3 أشهر                                       |
| بليز                    | 1 month                                      |
| باهاماس                 | 6 أشهر                                       |
| برمودا                  | 6 أشهر                                       |
| باربادوس                | 6 أشهر                                       |
| كندا                    | 6 أشهر                                       |
| جزر كايمان              | 30 يوماً                                      |
| دومينيكا                | 6 أشهر                                       |
| جمهورية الدومينيكان     | 30 يوم سياحية بطاقة صدر لدى وصوله ل 10 دولار |
| الإكوادور               | 90 يوماً                                      |
| غرينادا                 | 3 أشهر                                       |
| هايتي                   | 3 أشهر                                       |
| جامايكا                 | 6 أشهر                                       |
| مونتسرات                | 3 أشهر                                       |
| سانت كيتس ونيفيس        | 3 أشهر [وصلة مكسورة]                         |
| سانت لوسيا              | 28 يوماً                                      |
| سانت فينسنت والغرينادين | شهر واحد [وصلة مكسورة]                       |
| ترينيداد وتوباغو        | 90 يوماً                                      |
| جزر توركس وكايكوس       | 30 يوماً                                      |
| جزر العذراء البريطانية  | 30 يوماً                                      |

### آسيا
| Countries and Territories | Conditions of access                                                          |
| ------------------------- | ----------------------------------------------------------------------------- |
| أرمينيا                   | 120 day visa issued upon arrival for AMD 15,000 [وصلة مكسورة]                 |
| أذربيجان                  | 30-day visa issued upon arrival for US$100                                    |
| بنغلاديش                  | 90 day visa issued on arrival for $50                                         |
| كمبوديا                   | 30 day visa issued on arrival for US$ 20 [وصلة مكسورة]                        |
| جورجيا                    | 360 days                                                                      |
| هونغ كونغ                 | 3 months                                                                      |
| لاوس                      | 30 day visa issued on arrival for US$ 30 [وصلة مكسورة]                        |
| ماليزيا                   | 2 months                                                                      |
| المالديف                  | 30 days                                                                       |
| ماكاو                     | 30 day visa issued on arrival for 100 MOP                                     |
| نيبال                     | 15/30/90 day visa issued upon arrival for $25/50/100                          |
| الفلبين                   | 21 days [وصلة مكسورة]                                                         |
| سنغافورة                  | 30 days                                                                       |
| سوريا                     | 15 day visa issued on arrival نسخة محفوظة 12 مارس 2020 على موقع واي باك مشين. |
| تيمور الشرقية             | 30-day visa issued upon arrival for US$30 [وصلة مكسورة]                       |

### أوروبا
| الدول   | شروط الحصول على التأشيرة |
| ------- | ------------------------ |
| أيرلندا | 3 أشهر                   |
| كوسوفو  | 90 يوماً                  |
| مقدونيا | 90 يوماً                  |

### أوقيانوسيا
| البلدان والأقاليم | شروط الحصول                                            |
| ----------------- | ------------------------------------------------------ |
| جزر كوك           | 31 يوماً                                                |
| فيجي              | 6 أشهر                                                 |
| ميكرونيسيا        | 30 يوماً نسخة محفوظة 2 مارس 2012 على موقع واي باك مشين. |
| ناورو             | 30 يوماً                                                |
| نييوي             | 30 يوماً [وصلة مكسورة]                                  |
| بالاو             | 30 يوماً [وصلة مكسورة]                                  |
| ساموا             | 60 يوماً                                                |
| توفالو            | شهر واحد [وصلة مكسورة]                                 |
| فانواتو           | 30 يوماً                                                |